# Molicorynes
Molicorynes är ett släkte av skalbaggar. Molicorynes ingår i familjen vivlar.
Kladogram enligt Catalogue of Life:
| Molicorynes | \| \| Molicorynes longimanus \| \| \| \| |
|             | \| \| Molicorynes longimanus \| \| \| \| |
|             | Molicorynes longimanus                   |
|             |                                          |